# Milower Land
Milower Land – gmina w Niemczech w kraju związkowym Brandenburgia, w powiecie Havelland.

## Geografia
Gmina Milower Land położona jest nad rzeką Hawelą, przy granicy z krajem związkowym Saksonia-Anhalt.